# Morgan Wallace
Pour les articles homonymes, voir Wallace.

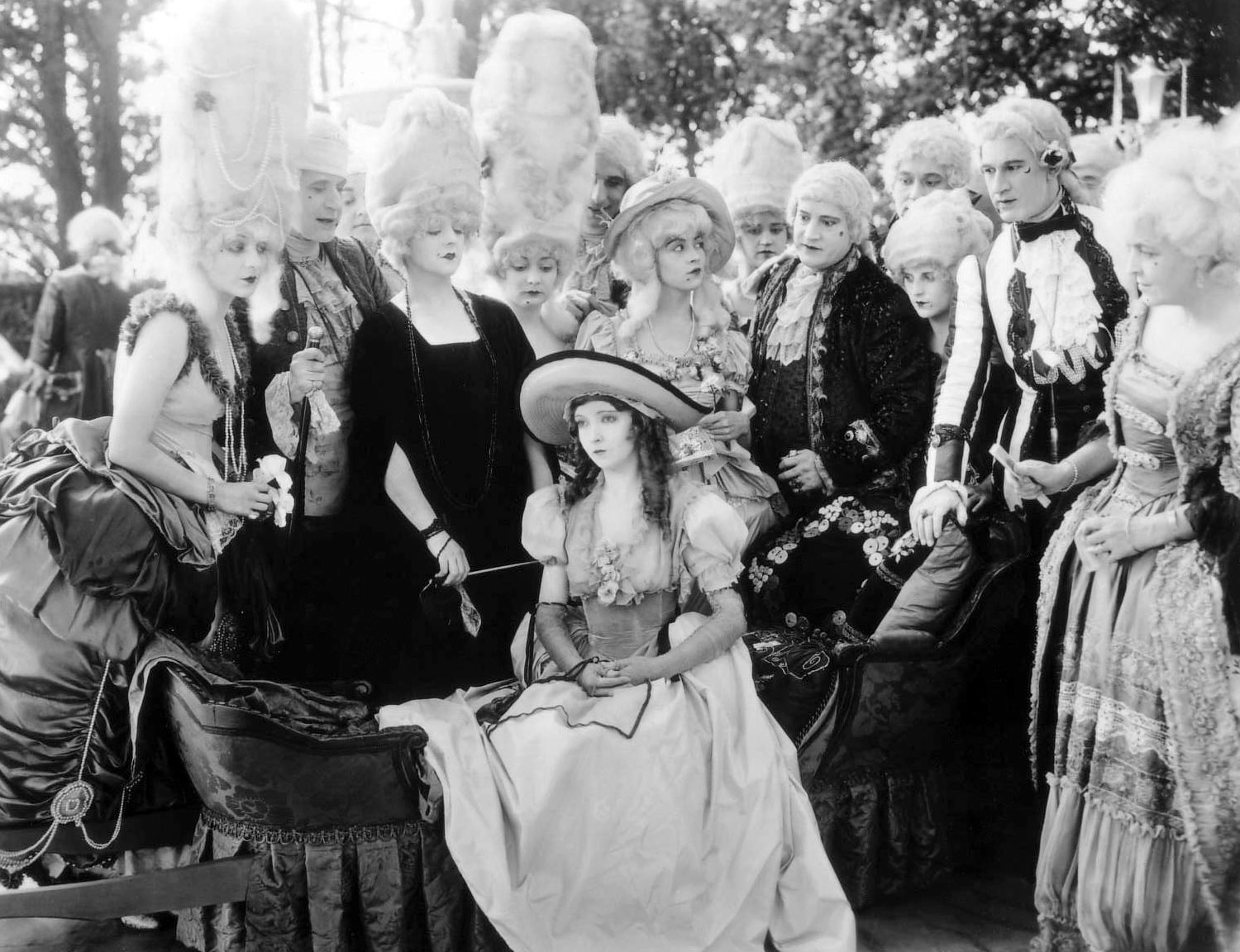
Lillian Gish (assise) et Morgan Wallace (à droite), dans Les Deux Orphelines (1921)

Morgan Wallace est un acteur et dramaturge américain, né le 26 juillet 1881 à Lompoc (Californie) et mort le 12 décembre 1953 à Los Angeles — Quartier de Tarzana (Californie).

## Biographie
Au théâtre, Morgan Wallace joue à Broadway (New York) dans onze pièces, entre 1904 et 1946 (année où il se retire), dont huit au cours des années 1920. Il est également l'auteur d'une douzième, représentée en 1929.
Au cinéma, il débute dans un court métrage de Mack Sennett, Le Roman comique de Charlot et Lolotte, avec Marie Dressler et Charlie Chaplin, sorti en 1914. Il contribue à treize autres films muets jusqu'en 1924, dont trois réalisations de D. W. Griffith, Les Deux Orphelines (1921, avec Dorothy et Lillian Gish), La Rue des rêves (1921, avec Ralph Graves et Tyrone Power Sr.) et La Nuit mystérieuse (1922, avec Henry Hull).
Après le passage au parlant, il collabore encore à cent-dix films américains (dont des westerns), de 1930 à 1946, parfois dans des petits rôles non crédités. Mentionnons Blonde Vénus de Josef von Sternberg (1932, avec Marlène Dietrich, Herbert Marshall et Cary Grant), Furie de Fritz Lang (1936, avec Spencer Tracy et Sylvia Sidney), ou encore Monsieur Wilson perd la tête de W. S. Van Dyke (1940, avec William Powell et Myrna Loy).

## Théâtre (à Broadway)
(comme acteur, sauf mention contraire)
- 1904 : Roméo et Juliette (Romeo and Juliet) de William Shakespeare
- 1909 : The Widow's Might d'Edmund Day
- 1920 : The Acquittal de Rita Weiman
- 1920-1921 : The Tavern de Cora Dick Gantt
- 1921-1922 : Nature's Nobleman de Clara Lipman et Samuel Shipman
- 1922 : The Law Breaker de Jules Eckert Goodman, avec John Cromwell, Blanche Yurka
- 1925 : The Stork de László Fodor, adaptation de Ben Hecht, avec Katharine Alexander, Ferdinand Gottschalk
- 1926 : Gentle Grafters d'Owen Davis, avec Katharine Alexander, Robert Keith
- 1927 : Ballyhoo de Kate Horton, mise en scène de Richard Boleslawski, avec Minna Gombell
- 1927 : Women Go On Forever de Daniel N. Rubin, mise en scène de John Cromwell, avec Mary Boland, James Cagney, Douglass Montgomery
- 1929 : Congratulations, avec Preston Foster, Henry Hull (comme dramaturge)
- 1946 : Loco de Dale Eunson et Katherine Albert, avec Jean Parker, Elaine Stritch

## Filmographie partielle
- 1914 : Le Roman comique de Charlot et Lolotte (Tillie's Punctured Romance) de Mack Sennett (court métrage)
- 1919 : Bringing Up Betty d'Oscar Apfel
- 1920 : L'Envolée (Flying Pat) de F. Richard Jones
- 1921 : Les Deux Orphelines (Orphans of the Storm) de D. W. Griffith
- 1921 : La Rue des rêves (Dream Street) de D. W. Griffith
- 1922 : La Nuit mystérieuse (One Exciting Night) de D. W. Griffith
- 1923 : The Fighting Blade de John S. Robertson
- 1923 : The Dangerous Maid de Victor Heerman
- 1924 : Torment de Maurice Tourneur
- 1924 : A Woman who sinned de Finis Fox
- 1924 : Reckless Romance de Scott Sidney
- 1924 : Sandra d'Arthur H. Sawyer
- 1930 : Up the River de John Ford
- 1931 : Le Faucon maltais (The Maltese Falcon) de Roy Del Ruth
- 1931 : La Fille de l'enfer (Safe in Hell) de William A. Wellman
- 1931 : Alexander Hamilton de John G. Adolfi
- 1932 : La Bête de la cité (The Beast of the City) de Charles Brabin
- 1932 : Grand Hotel d'Edmund Goulding
- 1932 : Fast Companions de Kurt Neumann
- 1932 : Wild Girl de Raoul Walsh
- 1932 : Blonde Vénus (Blonde Venus) de Josef von Sternberg
- 1932 : Nuit d'aventures (Central Park) de John G. Adolfi
- 1932 : Le Provocateur (Lady and Gent) de Stephen Roberts
- 1932 : Prisons d'enfants (Hell's House) d'Howard Higgin
- 1933 : Le Cantique des cantiques (The Song of Songs) de Rouben Mamoulian
- 1933 : Mama Loves Papa de Norman Z. McLeod
- 1933 : Mademoiselle Volcan (Bombshell) de Victor Fleming
- 1933 : Smoke Lightning de David Howard
- 1933 : Les As du reportage (Above the Clouds) de Roy William Neill
- 1934 : Une riche affaire (It's a Gift) de Norman Z. McLeod
- 1934 : Many Happy Returns de Norman Z. McLeod
- 1934 : Résurrection (We live again) de Rouben Mamoulian
- 1934 : La Veuve joyeuse (The Merry Widow) d'Ernst Lubitsch
- 1934 : Audaces féminines (Cheating Cheaters), de Richard Thorpe
- 1935 : La Femme et le Pantin (The Devil is a Woman) de Josef von Sternberg
- 1935 : Confidential d'Edward L. Cahn
- 1935 : Thunder Mountain (en) de David Howard
- 1935 : Murder on a Honeymoon de Lloyd Corrigan
- 1935 : L'Enfer (Dante's Inferno) de Harry Lachman
- 1935 : 1,000 Dollars a Minute d'Aubrey Scotto
- 1935 : Mary Burns, la fugitive (Mary Burns, Fugitive) de William K. Howard
- 1935 : The Headline Woman (en) de William Nigh
- 1936 : Mister Cinderella d'Edward Sedgwick
- 1936 : Cargaison humaine (Human Cargo) d'Allan Dwan
- 1936 : L'Or maudit (Sutter's Gold) de James Cruze
- 1936 : L'Homme nu (Love on a Bet) de Leigh Jason
- 1936 : Furie (Fury) de Fritz Lang
- 1937 : Charlie Chan aux Jeux olympiques (Charlie Chan at the Olympics) de H. Bruce Humberstone
- 1938 : Gang Bullets de Lambert Hillyer
- 1938 : Le Retour de Billy the Kid (Billy the Kid Returns) de Joseph Kane
- 1938 : The Lady in the Morgue de Otis Garrett
- 1938 : Delinquent Parents de Nick Grinde
- 1939 : Star Reporter de Howard Bretherton
- 1939 : Pacific Express (Union Pacific) de Cecil B. DeMille
- 1939 : Mr. Moto Takes a Vacation de Norman Foster
- 1939 : Le Mystère de Mr Wong de William Nigh : Brandon Edwards
- 1939 : Emporte mon cœur (Broadway Serenade) de Robert Z. Leonard
- 1939 : Timber Stampede de David Howard
- 1939 : The Star Maker de Roy Del Ruth
- 1940 : Parole Fixer (en) de Robert Florey
- 1940 : Monsieur Wilson perd la tête (I love you again) de W. S. Van Dyke
- 1940 : Trois hommes du Texas (Three Men from texas) de Lesley Selander
- 1940 : Mon petit poussin chéri (My Little Chickadee) de Edward F. Cline
- 1940 : Ellery Queen, Master Detective de Kurt Neumann
- 1941 : Dans le vieux Colorado (en) (In Old Colorado) de Howard Bretherton
- 1941 : Scattergood Meets Broadway de Christy Cabanne
- 1941 : Évitons le scandale ! (Design for Scandal) de Norman Taurog
- 1941 : Franc Jeu (Honky Tonk) de Jack Conway
- 1944 : Hantise (Gaslight) de George Cukor
- 1945 : Song of the Sarong d'Harold Young
- 1945 : Dick Tracy de William Berke
- 1946 : Qui veut la peau du Faucon? (en) (The Falcon's Alibi) de Ray McCarey